# Emma Lipman
Emma Louise Lipman (Nuneaton, 23 febbraio 1989) è una calciatrice britannica naturalizzata maltese, difensore del Genoa e della nazionale maltese, di cui è capitano.

## Carriera

### Club
Emma Lipman inizia ad appassionarsi al gioco del calcio fin da giovanissima, e nonostante abbia avuto diverse difficoltà nell'iniziare l'attività agonistica, secondo quanto dichiarato da lei stessa in quanto femmina e non maschio, riesce a tesserarsi con il Coventry City all'età di 10 anni, società con sede a Coventry, con la quale rimane per tutta la prima parte della carriera, iniziando con le formazioni giovanili per essere inserita in rosa nella squadra titolare nel 2003.
Negli anni successivi alterna l'impegno agonistico con gli studi all'Università metropolitana di Leeds, ma solo dopo aver ottenuto la laurea decide si dedicarsi principalmente al calcio. Nel 2007 sottoscrive un accordo con il Leeds United per giocare in FA Women's Premier League Northern Division, a quel tempo campionato di secondo livello del campionato inglese femminile di calcio. Rimane per le sette stagioni successive, con la squadra che alterna la sua denominazione tra Leeds United e Leeds Carnegie, contribuendo a conquistare nel 2010 la FA Women's Premier League Cup, alla quale si aggiungono le finali negli anni 2007, 2012 e 2013, e a raggiungere il secondo posto in FA Women's Premier League National Division nella stagione 2011-2012, come Leeds United ad un solo punto dal Sunderland, e la finale di FA Women's Cup nel 2008.
Durante il calciomercato invernale 2013-2014 coglie l'opportunità offertale dal Manchester City per indossare la maglia della società di Manchester nel nuovo campionato inglese di primo livello, la FA Women's Super League 1, che ebbe inizio dalla stagione 2014. Nella sua prima stagione in FA WSL 1 Lipman condivise con le compagne il quinto posto in campionato e la vittoria della FA Women's Super League Cup dopo aver sconfitto l'Arsenal in finale per 1-0. Nella successiva FA Women's Super League 1 2015 il Manchester City restò in lotta per il titolo fino all'ultima giornata, ma benché vittorioso sulle avversarie del Notts County la contemporanea vittoria del Chelsea permise alle londinesi di conquistare il titolo per la prima volta lasciando il secondo posto al Manchester City che comunque, grazie alla prestazione in FA WSL 1, consentì alla squadra la qualificazione per la prima volta nella sua storia alla UEFA Women's Champions League per la stagione 2016-2017.
Tuttavia Lipman non rinnova il contratto trasferendosi allo Sheffield neopromosso in FA Women's Super League 2. Nelle due successive stagioni contribuisce ad ottenere il quinto posto nella prima e il nono nella FA WSL 2 Spring Serie.

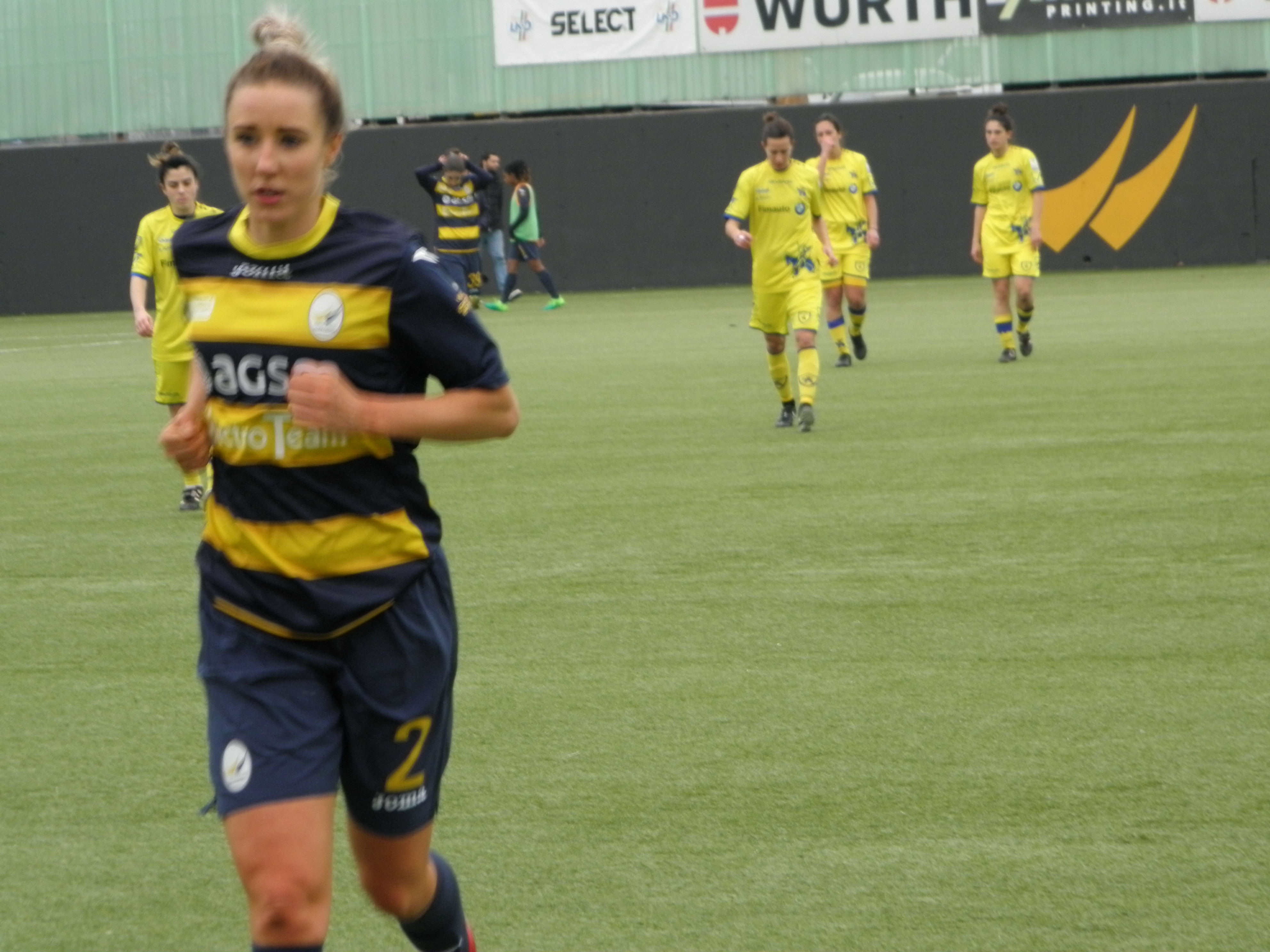
Lipman con la maglia dell' nella stagione 2017-2018.

Conclusi gli impegni con la società di Sheffield, durante il calciomercato estivo 2017 decide di affrontare il suo primo campionato estero sottoscrivendo un accordo con l'AGSM Verona per giocare in Serie A, massimo livello del campionato italiano, dalla stagione 2017-2018 Condivide con le nuove compagne il difficile percorso della squadra che la vede militare nelle zone di bassa classifica per la parte centrale del campionato, per poi stabilizzarsi al settimo posto con conseguente salvezza fin dalla 17ª giornata, mentre in Coppa Italia l'AGSM Verona viene eliminata ai quarti di finale dalle avversarie del Tavagnacco. Lipman annovera 21 presenze in campionato, saltando l'incontro con la Pink Sport Time della 9ª giornata per squalifica, alle quali si aggiungono le 3 presenze in Coppa Italia.
Nell'estate 2018 si trasferisce alla neoistituita Roma, sezione femminile della società giallorossa che avendo acquisito il titolo sportivo dalla Res Roma la sostituisce in Serie A per la stagione 2018-2019. Schierata nel reparto difensivo dal tecnico Elisabetta Bavagnoli fin dalla prima partita di campionato, Lipman va a segno per la prima volta nel campionato italiano il 17 novembre 2018, alla 7ª giornata, segnando la rete del parziale 6-1 sul ChievoVerona Valpo, incontro poi terminato per 7-1 per le giallorosse.
Per la stagione 2019-2020 rimane ancora in Italia, cambiando la terza squadra in tre stagioni, passando alle toscane della Florentia San Gimignano.
Nel luglio 2020 ritorna a Roma, stavolta sponda biancoceleste, firmando con la Lazio in Serie B. Sotto la guida tecnica prima di Ashraf Seleman e poi di Carolina Morace, contribuisce alla conquista del 1º posto in campionato e la conseguente promozione in Serie A della squadra, tuttavia durante la sessione estiva di calciomercato si trasferisce al Como.
Il 21 luglio 2024 viene ingaggiata a titolo definitivo dal Genoa, in Serie B.

### Nazionale
Grazie alle sue ascendenze, Lipman viene contattata dalla federazione calcistica di Malta per vestire la maglia della propria nazionale nel maggio 2019, con il commissario tecnico Mark Gatt che prevede di utilizzarla nel corso delle qualificazioni all'Europeo di Inghilterra 2022. Lipman fa il suo esordio in una partita ufficiale UEFA il 4 ottobre 2019, in occasione dell'incontro perso 2-0 con l'Italia, entrambe inserite nel gruppo B con Bosnia ed Erzegovina, Danimarca, Georgia e Israele.

## Statistiche

### Presenze e reti nei club
Statistiche aggiornate al 19 maggio 2025.
| Stagione               | Squadra                | Campionato             | Campionato | Campionato | Coppe nazionali | Coppe nazionali | Coppe nazionali | Coppe continentali | Coppe continentali | Coppe continentali | Altre coppe | Altre coppe | Altre coppe | Totale | Totale |
| Stagione               | Squadra                | Comp                   | Pres       | Reti       | Comp            | Pres            | Reti            | Comp               | Pres               | Reti               | Comp        | Pres        | Reti        | Pres   | Reti   |
| ---------------------- | ---------------------- | ---------------------- | ---------- | ---------- | --------------- | --------------- | --------------- | ------------------ | ------------------ | ------------------ | ----------- | ----------- | ----------- | ------ | ------ |
| 2014-2015              | Manchester City        | SL                     | 12         | 0          | FC+WSLC         | 2+7             | 0               | -                  | -                  | -                  | -           | -           | -           | 21     | 0      |
| 2015-feb. 2016         | Manchester City        | SL                     | 3          | 0          | FC+WSLC         | 1+3             | 0               | -                  | -                  | -                  | -           | -           | -           | 7      | 0      |
| Totale Manchester City | Totale Manchester City | Totale Manchester City | 15         | 0          |                 | 13              | 0               |                    | -                  | -                  |             | -           | -           | 28     | 0      |
| feb. 2016-2017         | Sheffield              | SL1                    | 19         | 2          | FC+WSLC         | ?               | ?               | -                  | -                  | -                  | -           | -           | -           | 19     | 2      |
| 2017-2018              | AGSM Verona            | A                      | 21         | 0          | CI              | 3               | 0               | -                  | -                  | -                  | -           | -           | -           | 24     | 0      |
| 2018-2019              | Roma                   | A                      | 17         | 1          | CI              | 2               | 0               | -                  | -                  | -                  | -           | -           | -           | 19     | 1      |
| 2019-2020              | Florentia S.G.         | A                      | 12         | 0          | CI              | 2               | 0               | -                  | -                  | -                  | -           | -           | -           | 14     | 0      |
| 2020-2021              | Lazio                  | B                      | 16         | 1          | CI              | ?               | ?               | -                  | -                  | -                  | -           | -           | -           | 16     | 1      |
| 2021-2022              | Como                   | B                      | 23         | 1          | CI              | 3               | 0               | -                  | -                  | -                  | -           | -           | -           | 26     | 1      |
| 2022-2023              | Como                   | A                      | 18         | 0          | CI              | 2               | 0               | -                  | -                  | -                  | -           | -           | -           | 20     | 0      |
| 2023-2024              | Como                   | A                      | 15         | 0          | CI              | 1               | 0               | -                  | -                  | -                  | -           | -           | -           | 16     | 0      |
| Totale Como            | Totale Como            | Totale Como            | 56         | 1          |                 | 6               | 0               |                    | -                  | -                  |             | -           | -           | 62     | 1      |
| 2024-2025              | Genoa                  | B                      | 25         | 0          | CI              | 1               | 0               | -                  | -                  | -                  | -           | -           | -           | 26     | 0      |
| 2025-2026              | Genoa                  | A                      | -          | -          | CI              | -               | -               |                    | -                  | -                  | AWC         | -           | -           | -      | -      |
| Totale Genoa           | Totale Genoa           | Totale Genoa           | 25         | 0          |                 | 1               | 0               |                    | -                  | -                  |             | -           | -           | 26     | 0      |
| Totale carriera        | Totale carriera        | Totale carriera        | 181        | 6          |                 | 27              | 0               |                    | -                  | -                  |             | -           | -           | 208    | 6      |

### Cronologia presenze e reti in nazionale
| Cronologia completa delle presenze e delle reti in nazionale ― Malta | Cronologia completa delle presenze e delle reti in nazionale ― Malta | Cronologia completa delle presenze e delle reti in nazionale ― Malta | Cronologia completa delle presenze e delle reti in nazionale ― Malta | Cronologia completa delle presenze e delle reti in nazionale ― Malta | Cronologia completa delle presenze e delle reti in nazionale ― Malta | Cronologia completa delle presenze e delle reti in nazionale ― Malta | Cronologia completa delle presenze e delle reti in nazionale ― Malta |
| Data                                                                 | Città                                                                | In casa                                                              | Risultato                                                            | Ospiti                                                               | Competizione                                                         | Reti                                                                 | Note                                                                 |
| -------------------------------------------------------------------- | -------------------------------------------------------------------- | -------------------------------------------------------------------- | -------------------------------------------------------------------- | -------------------------------------------------------------------- | -------------------------------------------------------------------- | -------------------------------------------------------------------- | -------------------------------------------------------------------- |
| 4-10-2019                                                            | Ta' Qali                                                             | Malta                                                                | 0 – 2                                                                | Italia                                                               | Qual. Euro 2022                                                      | -                                                                    | 90+1’                                                                |
| 7-11-2019                                                            | Ta' Qali                                                             | Malta                                                                | 1 – 1                                                                | Israele                                                              | Qual. Euro 2022                                                      | -                                                                    | 71’                                                                  |
| 12-11-2019                                                           | Castel di Sangro                                                     | Italia                                                               | 5 – 0                                                                | Malta                                                                | Qual. Euro 2022                                                      | -                                                                    |                                                                      |
| 5-3-2020                                                             | Ta' Qali                                                             | Malta                                                                | 2 – 1                                                                | Georgia                                                              | Qual. Euro 2022                                                      | -                                                                    |                                                                      |
| 10-3-2020                                                            | Ta' Qali                                                             | Malta                                                                | 2 – 3                                                                | Bosnia ed Erzegovina                                                 | Qual. Euro 2022                                                      | -                                                                    |                                                                      |
| 22-9-2020                                                            | Ta' Qali                                                             | Malta                                                                | 0 – 8                                                                | Danimarca                                                            | Qual. Euro 2022                                                      | -                                                                    |                                                                      |
| 26-11-2020                                                           | Tbilisi                                                              | Georgia                                                              | 0 – 4                                                                | Malta                                                                | Qual. Euro 2022                                                      | -                                                                    | 60’                                                                  |
| 1-12-2020                                                            | Ramat Gan                                                            | Israele                                                              | 0 – 2                                                                | Malta                                                                | Qual. Euro 2022                                                      | -                                                                    |                                                                      |
| 13-6-2021                                                            | Ta' Qali                                                             | Malta                                                                | 1 – 0                                                                | Montenegro                                                           | Amichevole                                                           | -                                                                    |                                                                      |
| 16-9-2021                                                            | Viborg                                                               | Danimarca                                                            | 7 – 0                                                                | Malta                                                                | Qual. Euro 2022                                                      | -                                                                    |                                                                      |
| 22-9-2021                                                            | Ta' Qali                                                             | Malta                                                                | 2 – 2                                                                | Bosnia ed Erzegovina                                                 | Qual. Euro 2022                                                      | -                                                                    |                                                                      |
| 21-10-2021                                                           | Chimki                                                               | Russia                                                               | 3 – 0                                                                | Malta                                                                | Qual. Euro 2022                                                      | -                                                                    |                                                                      |
| 26-10-2021                                                           | Baku                                                                 | Azerbaigian                                                          | 1 – 2                                                                | Malta                                                                | Qual. Euro 2022                                                      | -                                                                    |                                                                      |
| 26-11-2021                                                           | Ta' Qali                                                             | Malta                                                                | 0 – 2                                                                | Montenegro                                                           | Qual. Euro 2022                                                      | -                                                                    |                                                                      |
| 30-11-2021                                                           | Zenica                                                               | Bosnia ed Erzegovina                                                 | 1 – 0                                                                | Malta                                                                | Qual. Euro 2022                                                      | -                                                                    |                                                                      |
| 8-4-2022                                                             | Ta' Qali                                                             | Malta                                                                | 0 – 2                                                                | Danimarca                                                            | Qual. Euro 2022                                                      | -                                                                    |                                                                      |
| 2-9-2022                                                             | Ta' Qali                                                             | Malta                                                                | 0 – 2                                                                | Azerbaigian                                                          | Qual. Mondiali 2023                                                  | -                                                                    |                                                                      |
| 6-9-2022                                                             | Podgorica                                                            | Montenegro                                                           | 0 – 2                                                                | Malta                                                                | Qual. Mondiali 2023                                                  | 1                                                                    |                                                                      |
| 20-2-2023                                                            | Ta' Qali                                                             | Malta                                                                | 3 – 1                                                                | Lussemburgo                                                          | Amichevole                                                           | -                                                                    |                                                                      |
| 22-9-2023                                                            | Jurmala                                                              | Lettonia                                                             | 0 – 1                                                                | Malta                                                                | UEFA Women's Nations League 2023-2024 - 1º turno                     | -                                                                    |                                                                      |
| 26-9-2023                                                            | Ta' Qali                                                             | Malta                                                                | 2 – 0                                                                | Moldavia                                                             | UEFA Women's Nations League 2023-2024 - 1º turno                     | -                                                                    |                                                                      |
| 27-10-2023                                                           | Ta' Qali                                                             | Malta                                                                | 5 – 0                                                                | Andorra                                                              | UEFA Women's Nations League 2023-2024 - 1º turno                     | -                                                                    | 78’                                                                  |
| 31-10-2023                                                           | Andorra la Vella                                                     | Andorra                                                              | 0 – 3                                                                | Malta                                                                | UEFA Women's Nations League 2023-2024 - 1º turno                     | -                                                                    |                                                                      |
| 1-12-2023                                                            | Chisinau                                                             | Moldavia                                                             | 0 – 0                                                                | Malta                                                                | UEFA Women's Nations League 2023-2024 - 1º turno                     | -                                                                    |                                                                      |
| 5-12-2023                                                            | Ta' Qali                                                             | Malta                                                                | 2 – 1                                                                | Lettonia                                                             | UEFA Women's Nations League 2023-2024 - 1º turno                     | -                                                                    |                                                                      |
| 5-4-2024                                                             | Belfast                                                              | Irlanda del Nord                                                     | 0 – 0                                                                | Malta                                                                | Qual. Euro 2025                                                      | -                                                                    | 72’                                                                  |
| 31-5-2024                                                            | Ta' Qali                                                             | Malta                                                                | 0 – 1                                                                | Bosnia ed Erzegovina                                                 | Qual. Euro 2025                                                      | -                                                                    | 53’                                                                  |
| 4-6-2024                                                             | Zenica                                                               | Bosnia ed Erzegovina                                                 | 2 – 1                                                                | Malta                                                                | Qual. Euro 2025                                                      | -                                                                    |                                                                      |
| 12-7-2024                                                            | Ta' Qali                                                             | Malta                                                                | 0 – 2                                                                | Irlanda del Nord                                                     | Qual. Euro 2025                                                      | -                                                                    | 86’                                                                  |
| 16-7-2024                                                            | Leiria                                                               | Portogallo                                                           | 3 – 1                                                                | Malta                                                                | Qual. Euro 2025                                                      | -                                                                    |                                                                      |
| 25-10-2024                                                           | Roma                                                                 | Italia                                                               | 5 – 0                                                                | Malta                                                                | Amichevole                                                           | -                                                                    | 75’                                                                  |
| 29-11-2024                                                           | Ta' Qali                                                             | Malta                                                                | 1 – 3                                                                | Ungheria                                                             | Amichevole                                                           | -                                                                    |                                                                      |
| 3-12-2024                                                            | Ta' Qali                                                             | Malta                                                                | 1 – 1                                                                | Ungheria                                                             | Amichevole                                                           | -                                                                    | 86’                                                                  |
| 21-2-2025                                                            | Larnaca                                                              | Cipro                                                                | 2 – 1                                                                | Malta                                                                | UEFA Women's Nations League 2025 - 1° turno                          | -                                                                    | 90+4’                                                                |
| 25-2-2025                                                            | Ta' Qali                                                             | Malta                                                                | 1 – 0                                                                | Andorra                                                              | UEFA Women's Nations League 2025 - 1° turno                          | -                                                                    | 46’                                                                  |
| 4-4-2025                                                             | Tbilisi                                                              | Georgia                                                              | 2 – 3                                                                | Malta                                                                | UEFA Women's Nations League 2025 - 1° turno                          | -                                                                    | 71’                                                                  |
| 30-5-2025                                                            | Ta' Qali                                                             | Malta                                                                | 1 – 0                                                                | Cipro                                                                | UEFA Women's Nations League 2025 - 1° turno                          | -                                                                    |                                                                      |
| Totale                                                               |                                                                      | Presenze                                                             | 37                                                                   |                                                                      | Reti                                                                 | 1                                                                    |                                                                      |

## Palmarès

### Club
- FA Women's Premier League Cup: 1

Leeds Carnegie: 2010
- FA Women's Super League Cup: 1

Manchester City: 2014
- Campionato italiano di Serie B: 2

Lazio: 2020-2021
Como: 2021-2022